# ISO/IEC 17025
ISO/IEC17025は、国際標準化機構によって策定された、試験所及び校正機関の能力に関する一般要求事項（General requirements for the competence of testing and calibration laboratories）の国際標準規格である。
ISO/IEC 17025はISO 9001:1994をベースに、試験所・校正機関に対する固有の要求事項を付加した規格である。
試験所・校正機関の能力を、認定機関が認定する際の基準として利用される。
ISO/IEC 17025の認定を受けた試験所・校正機関が発行する証明書類には、認定マークを記載することができ、国際的に通用する証明書としての信頼性を高めることができる。
ISO/IEC 17025の関連規格として、ISO/IEC 17020（検査を実施する各種機関の運営に関する一般要求事項）、ISO 15189（臨床検査室－質と適合能力に対する特定要求事項）などがある。